# Керль, Ганс
Не следует путать с министром по делам церкви в кабинете Гитлера Гансом Керрлом
Ганс Керль (нем. Hans Kehrl; 8 сентября 1900 года, Бранденбург-на-Хафеле — 26 апреля 1984 года, Графенау (Вюртемберг)) — государственный деятель Германии, предприниматель, фюрер военной экономики, бригадефюрер СС (30 января 1944 года).

## Биография
Ганс Керль был сыном владельца суконной фабрики в Котбусе Рудольфа Керля. Образование получил в Бранденбургской и Котбусской гимназиях, Государственном техникуме текстильной промышленности (Staatlichen Technikum für Textilindustrie) в Ройтлингене (1921). В 1922—1924 годах стажировался в США, прошел курс менеджмента в Бостоне. Затем работал на фабрике отца, с 1926 года компаньон и совладелец. В этот период присоединился к национал-либеральной Немецкой народной партии (Deutschen Volkspartei; DVP) Густава Штреземана.
В 1931 году Керль установил контакты с нацистами, 1 мая 1933 года вступил в НСДАП (билет № 1 878 921), а 13 сентября 1936 года — в СС (билет № 276 899) и получил звание унтерштурмфюрера СС. 9 ноября 1939 года стал оберфюрером СС, а 30 января 1944 года — бригадефюрером СС при Штабе Главного управления СС.
После прихода нацистов к власти в 1933 году Керль стал советником по экономическим вопросам НСДАП (Gauwirtschaftsberater der NSDAP) в гау «Курмарк», с 9 мая 1933 года по май 1935 года был президентом Промышленной и Торговой палаты Нижнего Лаузица (Котбус). Одновременно в 1934 году был сотрудником уполномоченного фюрера по экономическим вопросам Вильгельма Кеплера.
После 1934 года Керль был членом Наблюдательных советов 19 акционерных обществ, прежде всего в тяжёлой и лёгкой промышленности, в том числе: 
- Alpine Montan AG (Линц)
- Brüxer Kohlenbergbaugesellschaft (Брюкс)
- Kurmärkische Zellwolle und Zellulose AG (Берлин)
- Nordbömische Kohlenwerks Gesellschaft (Брюкс)
- Rheinische Kunstseide AG (Клефельд)
- Rheinische Zellwolle AG (Зибург)
- Spinnstoffwerk Glauchau AG (Глаухау)
- Sudetenländische Bergbau AG (Брюкс)
- Sudetenländische Treibswerke AG (Брюкс) и других предприятий, входивших в систему концерна Reichswerke AG für Erzbergbau und Eisenhütten «Hermann Göring» («Герман Геринг Верке»); кроме того, он был Председателем внешнеторгового объединения Восточного Бранденбурга.

В 1936 году Керль стал главным референтом Управления сырья и материалов в возглавляемом Германом Герингом Управлении по четырёхлетнему плану. С 1 февраля 1938 года по 1 ноября 1942 года — генеральный референт по особым вопросам в Имперском министерстве экономики (Reichswirtschaftsministerium) и руководитель 2-го подотдела (текстильная и бумажная промышленность). В марте — июне 1938 года — заместитель по экономическим вопросам имперского уполномоченного в Австрии и уполномоченный Министерства экономики в Вене. В марте — августе 1939 года — уполномоченный Министерства экономики в Имперском протекторате Богемии и Моравии (Protektorat «Böhmen und Mähren»).
С момента основания осенью 1941 года Керль был председателем правления Ostfaser GmbH» («Остфазер ГмбХ» ), главного монополистического объединения текстильной промышленности на оккупированных территориях СССР. Перед «Ostfaser GmbH» со штаб-квартирой в Берлине и его дочерним обществом «Ostlandfaser GmbH» со штаб-квартирой в Риге стояла задача использовать на нужды Германии все конфискованные немецкими оккупантами предприятия текстильной индустрии и целлюлозно-бумажной промышленности на захваченных территориях. Производство преимущественно шло на нужды Вермахта. «Ostfaser AG» и его дочерние общества охватывали время от времени примерно 300 предприятий и 30 тысяч работников.
С 27 ноября 1942 года по 1 ноября 1943 года Керль был начальником 2-го главного отдела (горная промышленность и индустрия) Министерства экономики. С 16 сентября 1943 года руководитель Управления планирования в Имперском министерстве вооружений Альберта Шпеера, одновременно возглавлял 4-й главный отдел (специальное планирование). С 1 ноября 1943 года одновременно руководил Управлением сырьевых ресурсов Министерства вооружений. 2 ноября 1944 года награждён Рыцарским крестом за военные заслуги с мечами.
После войны Керль был арестован американскими войсками. Содержался в лагере для интернированных в Хайльбронне. В качестве подсудимого был привлечён к суду Американского военного трибунала по делу «Вильгельмштрассе». 11 апреля 1949 года был приговорён к 15 годам тюремного заключения.
Позже был амнистирован и 3 февраля 1951 года освобождён из тюрьмы для военных преступников в Ландсберге. Впоследствии работал консультантом по экономическим вопросам в Леверкузене. В 1973 году были изданы его мемуары.

## Награды
- Крест Военных заслуг 1-го класса
- Крест Военных заслуг 2-го класса
- Рыцарский крест Креста Военных заслуг с мечами (2 ноября 1944)